# 佐藤文彦 (農学者)
佐藤 文彦（さとう ふみひこ、1953年 - ）は、日本の農学者。2022年から公益財団法人サントリー生命科学財団生物有機科学研究所所長。京都大学名誉教授。学位は農学博士。京都市出身。

## 略歴
1975年に京都大学農学部農芸化学科を卒業後、1977年に同大学大学院農学研究科修士課程修了、1979年博士課程を中退して京都大学農学部農芸化学科植物栄養学研究室助手、1982年京都大学農学部付属生物細胞生産制御実験センターの設立に伴い、山田康之教授とともに、同センター助手に移籍。1990年組織改変による農学部農芸化学科への再編入ののち助教授に昇進、1995年山田教授退任を受けて教授となる。京都大学農学部の大学院重点化に伴い1997年より大学院農学研究科教授、独立研究科設立に伴い1999年より大学院生命科学研究科教授。2018年定年退職し、京都大学名誉教授。2011年から公益財団法人サントリー生命科学財団理事、2016-2022年国立研究開発法人科学技術振興機構戦略的国際共同研究プログラム (SICORP)「食料及びバイオマスの生産技術」 研究主幹。1983年から1984年にかけて西ドイツのミュンスター大学フンボルト研究員を務めた。
1981年 農学博士（京都大学）。論文の題は「Photoautotrophism in cultured plant cells(植物培養細胞の光独立栄養性)」。
学位取得後も継続した「植物培養細胞における炭酸固定機能に関する研究」で1989年日本農芸化学会奨励賞、さらには、「光独立栄養培養細胞株を用いた植物機能の分子細胞生物学的解析とその応用」に関する研究で、1999年日本植物化学調節学会賞、また「特性を持つ高等植物培養細胞を用いた機能の解析と再構築」に関する研究で2011年日本農芸化学会賞などを受賞している。さらに、佐藤は有用医薬品であるベルベリンを高生産する薬用植物オウレンのベルベリン高生産細胞株などを用い、その産生するベルベリンを含む有用なイソキノリンアルカロイドの生合成系の多くの酵素の働きの解明と遺伝子単離、さらには遺伝子機能解析を行った。これらの知見と熊谷英彦らが解明したイソキノリンアルカロイド生合成の基質となる芳香族アミノ酸とアミンの代謝系酵素に関する知見を組み合わせ、世界で初めて、植物に特有と考えられていたアルカロイドを微生物で生産することに成功している。これらの成果「代謝工学的研究に基づく植物二次代謝産物イソキノリンアルカロイドの微生物による生産」は、植物アルカロイド研究に大きな貢献をしたものとして、共同して2012年日本学士院賞を受賞している。また、イソキノリンアルカロイドの重要中間体であるレチクリン生産に続き、モルヒネなどのモルフィナンアルカロイドの微生物生産にも道筋をつけている。
2000年から2004年までの5年間JSPS未来開拓学術研究推進事業『植物におけるRNA機能の不活化と遺伝子機能解析』のプロジェクトリーダーを務めた。

## 主な受賞歴
- 日本農芸化学会奨励賞（1989年）
- 日本植物化学調節学会賞（1999年）
- 市村学術賞貢献賞（2003年）
- 科学技術分野の文部科学大臣表彰科学技術賞（研究部門）（2009年）
- 日本植物細胞分子生物学会学術賞（2009年）
- 日本学士院賞（2012年）（共同研究）